# Promecotheca soror
Promecotheca soror es una especie de insecto coleóptero de la familia Chrysomelidae.
Fue descrita científicamente en 1929 por Maulik.